# Rafael Berrocal
Rafael Berrocal Buzal (Sevilla, 24 de agosto de 1914-8 de junio de 1969) fue un futbolista español que comenzó jugando en el Castilla Balompié de Triana. Fue jugador del Sevilla FC en las décadas de 1930 y 1940, con el qué conquistó dos Copas del Rey, en 1935, y 1939. Más tarde jugó en el Jerez Club Deportivo y Úbeda Club de Fútbol y colgó las botas en el Tomelloso Club de Fútbol.

## Trayectoria
Sus comienzos en el mundo del fútbol se remontan antes de la Guerra Civil Española, comenzó jugando en el Castilla Balompié de Triana, paso por los equipos amateur del Betis y el Sevilla, ya empezaba a mostrar sus buenas cualidades y no pasó desapercibido. Lo firmaría el Sevilla FC, en el conjunto hispalense, vestiría la camiseta sevillista en más de 100 partidos, convirtiéndose en uno de los mejores jugadores sevillistas de su época, en el Sevilla, militaría durante 6 temporadas.
Con el Sevilla se proclamó campeón de Copa del Rey en 1935, frente al Sabadell, aunque no disputó ningún minuto de aquella final, si estaba en la plantilla campeona. Debutó en Primera División, el 9 de febrero de 1936, en la jornada 13, en Oviedo, en el partido que enfrentó al cuadro sevillano frente al Real Oviedo, con el resultado de cero a cero. Berrocal, entró de inicio y disputó los noventa minutos del encuentro. Rápidamente, volvería a ser convocado en la 15° jornada, con la visita del FC Barcelona, al que el club hispalense, derrotó 2-1, en la siguiente jornada con la visita de Sevilla a Chamartín, se enfrenta por vez primera al Real Madrid, empatando a 3 goles en la capital de España. 
En su primera campaña en Primera, jugó 9 encuentros y marcó un gol. Su primer gol en 1.ª División, se produjo en un campo histórico del fútbol, como San Mamés, el 26 de marzo, de 1936, anotando Berrocal el único gol, en la derrota sevillista en Bilbao, frente al Athletic de Bilbao 4-1.
Tras terminar la Guerra, se incorpora de nuevo al club hispalense, donde continuara durante las siguientes cuatro temporadas. En su primera temporada tras la Guerra Civil, con el entrenador Pepe Brand, en el banquillo hispalense conquistó la Copa del Generalísimo de 1939, en la final disputada en Monjuic (Barcelona), frente al Racing Club de Ferrol, 6-2, entrando Berrocal en el once inicial junto con sus compañeros; Bueno, Cayuso, Villalonga, Torróntegui, Félix, Leóncito, López, Pepillo, Campanal, Raimundo y el propio Berrocal. Esa temporada jugaría 15 partidos de liga anotando cuatro goles. En la temporada 40-41, juega más partidos esta vez 22 y se destapa como goleador con 11 dianas. En la 41-42, también en primera, juega 16 partidos y anota solo dos goles. En la 42-43, su última temporada en el club hispalense, juega un total de 24 partidos de liga, igualando su mejor marca con 11 goles.
El 11 de agosto de 1943 firma por el Jerez CD, donde militara varias temporadas antes de firmar por el Úbeda CF, club donde decide poner fin a su carrera como futbolista profesional. En Primera División jugó un total de 86 partidos de liga, en los que hizo 29 goles, consiguiendo dos hat trick, en sus dos últimas anotaciones, en el 5-0 al Real Betis, y al Valencia CF. Jugó su último partido en Primera División, el 4 de abril de 1943, en la 26ª jornada, con victoria del Sevilla 2-1, sobre el Deportivo A Coruña, disputando los noventa minutos del encuentro. De sus 29 goles en Primera División, cuatro fueron al Betis, Real Oviedo, Valencia CF, y Real Zaragoza, tres al Athletic de Bilbao, dos al Real Madrid, Hércules CF, y RCD Español y uno al Atlético de Madrid, FC Barcelona, Real Murcia y Castellón. Solo fue expulsado en una ocasión, fue en la 9ª jornada, de la 41-42, en el Sevilla 3-0 Granada, a los 27 minutos.

## Clubes
| Club                        | País   | Año       |
| --------------------------- | ------ | --------- |
| Castilla Balompié de Triana | España |           |
| Betis Amateur               | España |           |
| Sevilla Amateur             | España |           |
| Sevilla FC                  | España | 1934-1943 |
| Jerez CD                    | España | 1943-1946 |
| Úbeda CF                    | España | 1946-1947 |
| Tomelloso CF                | España | 1947-1949 |

- Datos: Q21480479